# Tour de Mendoza
Le Tour de Mendoza (en espagnol : Vuelta a Mendoza) est une course cycliste par étapes disputée dans la province de Mendoza, en Argentine. Créée en 1977, elle est organisée par l'Asociación Ciclista Mendocina,.
Depuis 2012, la course est réputée pour avoir comme principale difficulté la montée du Cristo Redentor, parsemée de chemins de terre et de gravier, qui culmine à plus de 3 800 mètres d'altitude.

## Palmarès
| Année | Vainqueur               | Deuxième            | Troisième          |
| ----- | ----------------------- | ------------------- | ------------------ |
| 1977  | Juan Carlos Ruarte      |                     |                    |
| 1978  | Raúl Labbate (en)       |                     |                    |
| 1979  | Juan Carlos Ruarte      |                     |                    |
| 1980  | Juan Domingo Jácamo     |                     |                    |
| 1981  | Cayetano Cortés         |                     |                    |
| 1982  | Juan Carlos Ruarte      |                     |                    |
| 1983  | Luis Biera (en)         |                     |                    |
| 1984  | Roberto Escalante       |                     |                    |
| 1985  | Omar Contreras          |                     |                    |
| 1986  | José Villarruel         |                     |                    |
| 1987  | Juan Carlos Rosero (en) |                     |                    |
| 1988  | Raúl Ruarte             |                     |                    |
| 1989  | Daniel Castro           |                     |                    |
| 1990  | Pablo Elizalde (de)     |                     |                    |
| 1991  | Rubén Bergamín          |                     |                    |
| 1992  | Daniel Castro           |                     |                    |
| 1993  | Juan Marcelo Agüero     |                     |                    |
| 1994  | Fabio Placanica (en)    |                     |                    |
| 1995  | Pedro Rodríguez         |                     |                    |
| 1996  | Erwin Chulde            |                     |                    |
| 1997  | Ariel Jaime             |                     |                    |
| 1998  | Cássio Freitas          |                     |                    |
| 1999  | Élder Herrera           |                     |                    |
| 2000  | Edgardo Simón           |                     |                    |
| 2001  | Edgardo Simón           | Guillermo Bongiorno | Roberto Prezioso   |
| 2002  | Pedro Prieto            |                     |                    |
| 2003  | Arturo Corvalán (de)    | Rúben Pegorín (en)  | Fernando Antogna   |
| 2004  | Gabriel Brizuela        |                     |                    |
| 2005  | Sebastián Cancio        |                     |                    |
| 2006  | Marco Arriagada         | Andrei Sartassov    | Gabriel Brizuela   |
| 2007  | Ignacio Gili (en)       | Jairo Núñez         | Luciano Montivero  |
| 2008  | Ignacio Gili (en)       | Oscar Villalobo     | Luis Mansilla      |
| 2009  | Gabriel Brizuela        | Gerardo Fernández   | Gustavo López      |
| 2010  | Álvaro Argiró           | Juan Pablo Dotti    | Gabriel Brizuela   |
| 2011  | Luciano Montivero       | Ricardo Julio (en)  | Sergio Godoy       |
| 2012  | Juan Pablo Dotti        | Sergio Godoy        | Daniel Díaz        |
| 2013  | Daniel Zamora           | Román Villalobos    | Gabriel Brizuela   |
| 2014  | Roberto Richeze         | Sergio Godoy        | Patricio Almonacid |
| 2015  | Gabriel Brizuela        | José David Talavera | Josué Moyano       |
| 2016  | Juan Pablo Dotti        | Sergio Godoy        | Rubén Rojas        |
| 2017  | Juan Pablo Dotti        | Gonzalo Najar       | Gabriel Brizuela   |
| 2018  | Daniel Díaz             | Gonzalo Najar       | Ismael Laguna      |
| 2019  | Juan Pablo Dotti        | Daniel Díaz         | Miguel Nebot       |
| 2020  | Juan Pablo Dotti        | Miguel Neblot       | Rodrigo Santana    |
| 2021  | Juan Pablo Dotti        | Laureano Rosas      | Rubén Ramos        |
| 2022  | Laureano Rosas          | Juan Pablo Dotti    | Nicolás Paredes    |
| 2023  | Nicolás Paredes         | Wilber Rodríguez    | Kenny Nijssen      |
| 2024  | Laureano Rosas          | Agustín Durán       | Nicolás Paredes    |
| 2025  | André Gonzales          | Royner Navarro      | Agustín Videla     |